# Belgrado-offensief

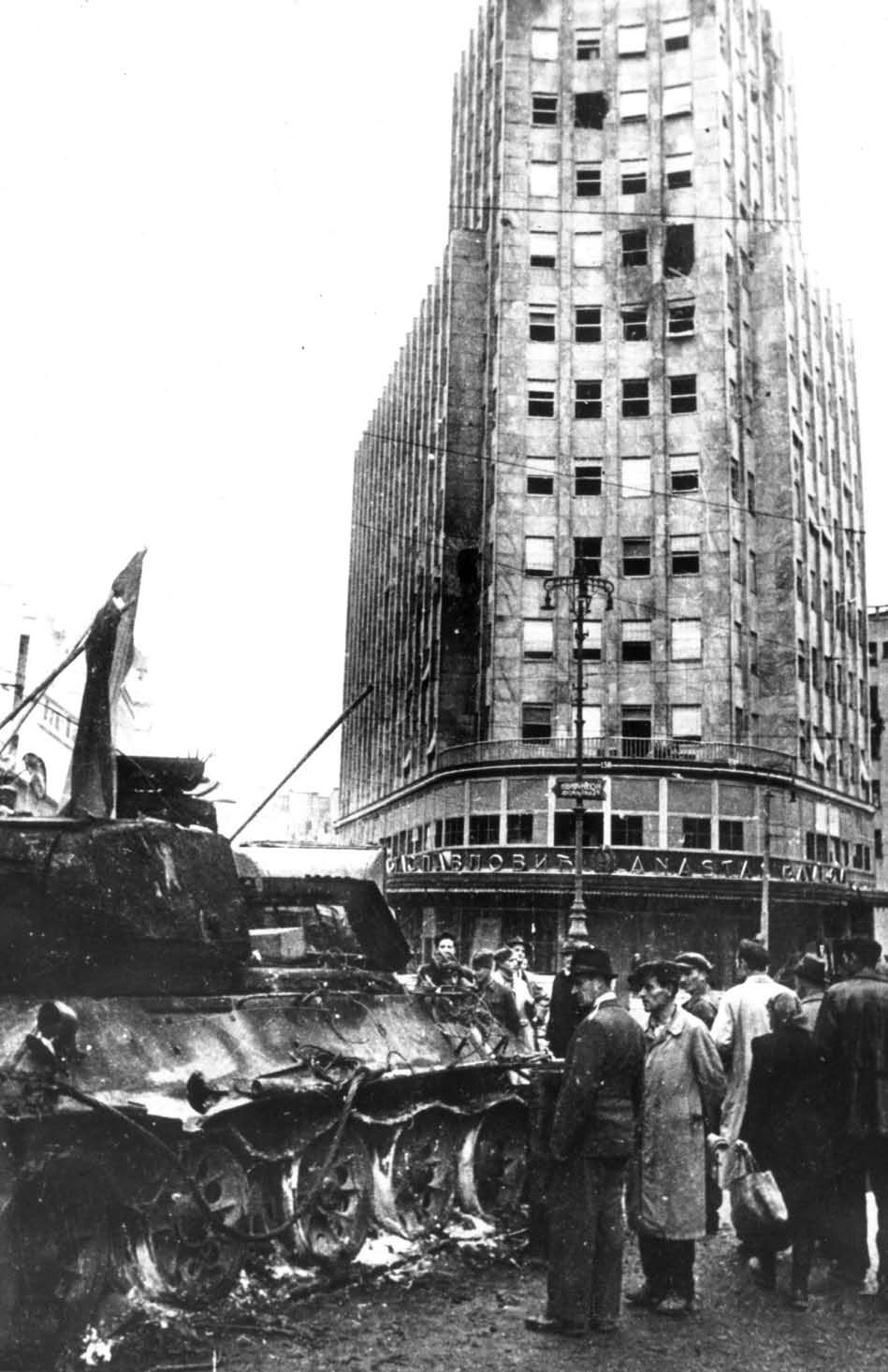
Vernietigde T-34 voor het Palata Albanija gebouw in Belgrado

Het Belgrado-offensief  of de Belgrado Strategische Operatie (Servisch: Београдска операција/Beogradska Operacija; Russisch: Белградская стратегическая наступательная операция/Belgradskaya strategicheskaya nastupatel'naya operatsiya) was een militaire operatie tijdens de Tweede Wereldoorlog in Joegoslavië waarin Belgrado werd bevrijd van de Duitse bezetting door de gezamenlijke inspanningen van het Sovjet Rode Leger, Joegoslavische partizanen en het Bulgaarse leger. Sovjettroepen en lokale milities lanceerden afzonderlijke, maar niet-gecoördineerde operaties die de Duitse controle over Belgrado ondermijnden en de Duitsers uiteindelijk dwongen zich terug te trekken. De krijgsplanning werd gelijkelijk gecoördineerd onder de bevelvoerders en de operatie werd grotendeels mogelijk gemaakt door tactische samenwerking tussen Josip Broz Tito en Jozef Stalin die begon in september 1944. Door deze krijgsvoorzieningen konden Bulgaarse troepen operaties uitvoeren op Joegoslavisch grondgebied, wat tactisch succes bevorderde, terwijl de diplomatieke wrijving toenam. 
De belangrijkste doelstellingen van het Belgrado-offensief waren het beëindigen van de Duitse bezetting van Servië, het veroveren van Belgrado als strategisch punt op de Balkan en het doorsnijden van de Duitse communicatielijnen tussen Griekenland en Hongarije. Het speerpunt van het offensief was het Sovjet 3e Oekraïense Front in coördinatie met het Joegoslavische 1e Legerkorps. Gelijktijdige operaties in het zuiden betroffen het Bulgaarse 2e leger en het Joegoslavische 13e Legerkorps en de inval van het 2e Oekraïense Front, noordwaarts vanaf de Joegoslavisch-Bulgaarse grens, legde extra druk op het Duitse commando. Er vonden ook schermutselingen plaats tussen Bulgaarse en Duitse troepen in Macedonië, die daarmee de meest zuidelijke gevechtsoperaties van deze campagne omvatten.

## Achtergrond

### Ontwikkelingen in Joegoslavië
In augustus 1944 beschikte de Duitse Wehrmacht over twee legers op de Balkan: Heeresgruppe E in Griekenland en het 2e Pantserleger in Joegoslavië en Albanië. Het hoofdkwartier van Heeresgruppe F (Generalfeldmarschall von Weichs) in Belgrado fungeerde als een gezamenlijk opperbevel voor deze formaties, evenals voor de Bulgaarse en collaborateur-eenheden.
Intern in Joegoslavië raakten de Duitsers tijdens de jaren 1941-44 steeds meer de controle kwijt. De groei van de partizanen was groot en ze namen steeds meer gebieden onder hun controle. Het Narodnooslobodilačka vojska Jugoslavije (Volksbevrijdingsleger van Joegoslavië) (NOVJ) nam sterk in omvang en kracht toe.
De ontwikkelingen in Roemenië eind augustus 1944 confronteerden het commando van Heeresgruppe F met de noodzaak van een onmiddellijke grootschalige concentratie van troepen en wapens in Servië om het hoofd te bieden aan een dreiging vanuit het oosten. Het geallieerde commando en het opperbevel van de NOVJ voorspelden dit scenario en ontwikkelden een plan voor deze gelegenheid. Op 1 september 1944 begon een algemene aanval vanaf de grond en vanuit de lucht op de Duitse transportlijnen en installaties (Operatie Ratweek). Deze aanvallen hinderden grotendeels de bewegingen van de Duitse troepen en circa 100 locomotieven en honderden trucks werden vernietigd.
Ondertussen ging het 1e Proletarische Korps, de belangrijkste partizanenformatie in Servië, door met het versterken van zijn troepen en het innemen van posities voor de aanval op Belgrado. Op 18 september werd Valjevo ingenomen en op 20 september Aranđelovac. Partizanen verwierven de controle over een groot gebied ten zuiden en zuidwesten van Belgrado en vormden zo de basis voor de toekomstige opmars naar Belgrado.
Als reactie op de nederlaag van de Duitse troepen in het Iași-Chișinău-offensief eind augustus 1944, die Bulgarije en Roemenië dwong om van kant te wisselen, en op de opmars van de troepen van het Rode Leger naar de Balkan, beval Berlijn Heeresgruppe E zich terug te trekken naar Hongarije. Maar de gecombineerde acties van Joegoslavische partizanen en geallieerde luchtmacht in Operatie Ratweek belemmerden de Duitse bewegingen. Met het Rode Leger aan de Servische grenzen stelde de Wehrmacht een andere tijdelijke legerformatie samen uit beschikbare elementen van Heeresgruppe E en het 2e Pantserleger voor de verdediging van Servië, genaamd Armee-Abteilung Serbien.

### Regionale ontwikkelingen
Als gevolg van de Bulgaarse 9 september staatsgreep werd het monarchistisch-fascistische regime in Bulgarije omvergeworpen en vervangen door een regering van het Vaderlands Front onder leiding van Kimon Georgiev. Toen de nieuwe regering eenmaal aan de macht kwam, verklaarde Bulgarije Duitsland de oorlog. Onder de nieuwe pro-Sovjetregering werden vier Bulgaarse legers van 455.000 man gemobiliseerd en gereorganiseerd. Begin oktober 1944 bevonden zich drie Bulgaarse legers, bestaande uit ongeveer 340.000 man, aan de Joegoslavisch-Bulgaarse grens.
Eind september waren de troepen van het 3e Oekraïense Front van het Rode Leger onder het bevel van maarschalk Fjodor Tolboechin geconcentreerd aan de Bulgaars-Joegoslavische grens. Het 
57e Sovjetleger was gestationeerd in het gebied rond Vidin, terwijl het Bulgaarse 2e Leger (generaal Kiril Stanchev, onder operationeel bevel van het 3e Oekraïense Front) in het zuiden was gestationeerd langs de Niš-spoorlijn op het kruispunt van de Bulgaarse, Joegoslavische en Griekse grenzen. Dit maakte de komst mogelijk van het 13e en 14e Partizanenkorps om samen te werken bij de bevrijding van Niš en het ondersteunen van de opmars van het 57e Leger naar Belgrado. Het 46e Sovjetleger van het 2e Oekraïense Front werd ingezet in het gebied van de rivier de Teregova (Roemenië), klaar om de spoorverbinding tussen Belgrado en Hongarije ten noorden van Vršac te verbreken.
Maar vooraf was er nog overleg nodig tussen de Sovjets en de opperbevelhebber van de Joegoslavische partizanen, maarschalk Josip Broz Tito. Tito arriveerde op 21 september in het door de Sovjet-Unie gecontroleerde Roemenië en vloog vandaar naar Moskou, waar hij een ontmoeting had met de Sovjet-leider Josef Stalin. De bijeenkomst was een succes, vooral omdat de twee bondgenoten een akkoord bereikten over de deelname van Bulgaarse troepen aan de operatie die op Joegoslavisch grondgebied zou plaatsvinden.

## Het offensief
Vóór de aanvang van de grondoperaties kreeg het 17e Sovjet Luchtleger (3e Oekraïense Front) de opdracht om de terugtrekking van Duitse troepen uit Griekenland en zuidelijke regio's van Joegoslavië te belemmeren. Daartoe voerde het van 15 tot en met 21 september luchtaanvallen uit op de spoorbruggen en andere belangrijke faciliteiten in het gebied Niš, Skopje en Kruševo.

### Plan van het offensief

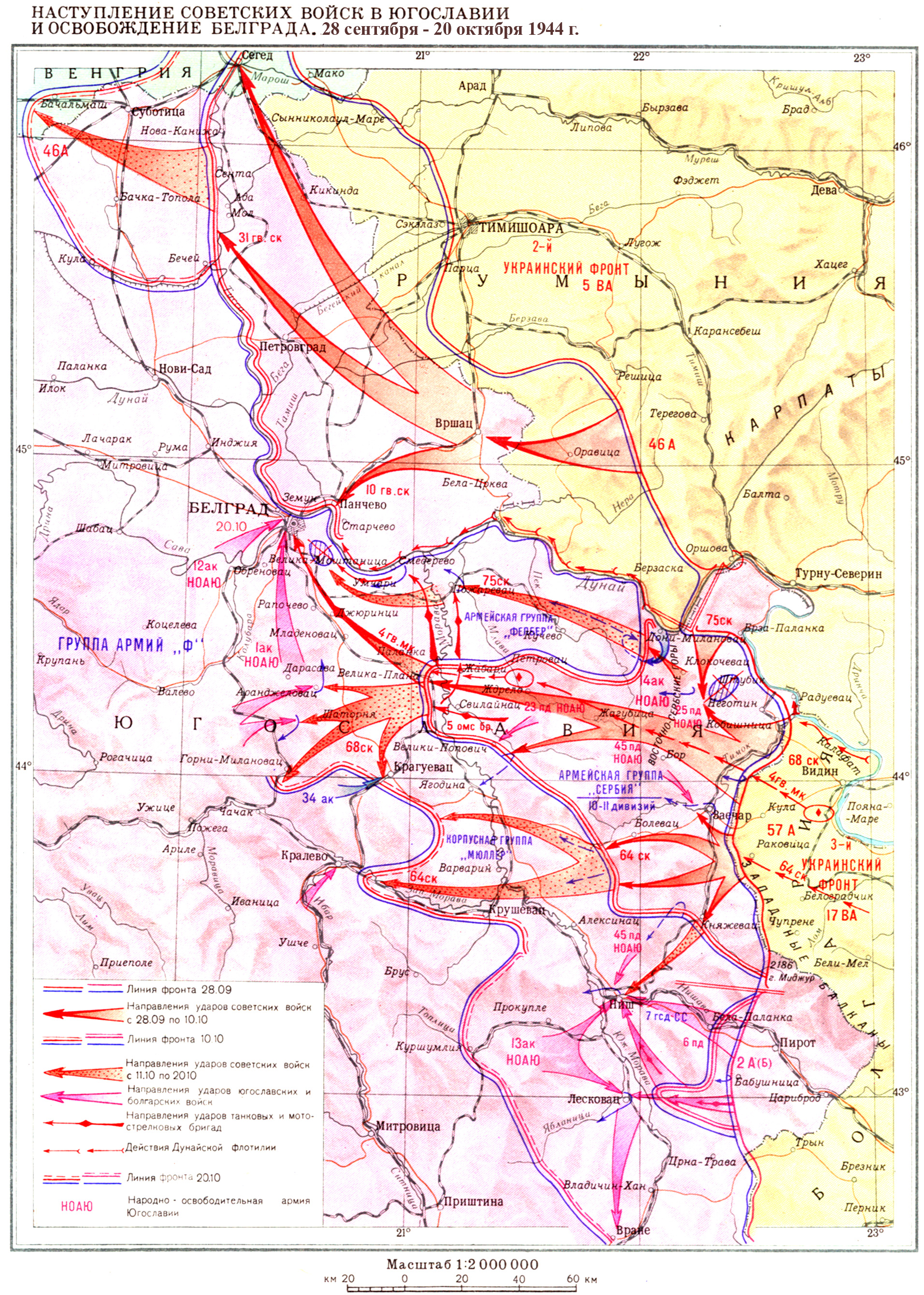
Belgrado-offensief

Het was noodzakelijk voor de Joegoslaven om de Duitse verdedigingsposities aan de Joegoslavisch-Bulgaarse grens te doorbreken om controle te krijgen over wegen en bergpassages door Oost-Servië, om door te dringen in de vallei van de rivier de Grote Morava en om het bruggenhoofd op de westelijke oever veilig te stellen. Deze taak zou voornamelijk door het 57e Leger worden uitgevoerd en het 14e Servische Korps kreeg de opdracht om samen te werken en de aanval van het Rode Leger achter de frontlinie te ondersteunen.
Na de succesvolle afronding van de eerste fase was het plan om het 4e Garde Gemechaniseerde Korps in te zetten in het bruggenhoofd op de westelijke oever. Dit korps met zijn tanks, zware wapens en indrukwekkende vuurkracht was goed compatibel met het Joegoslavische 1e Legerkorps, dat aanzienlijke mankracht had, maar voornamelijk bewapend was met lichte infanteriewapens. Eenmaal tezamen, kregen deze twee formaties het bevel om de hoofdaanval op Belgrado vanuit het zuiden uit te voeren. De voordelen van dit plan waren de mogelijkheid van een snelle inzet van troepen in de kritieke laatste fase van het offensief, en de mogelijkheid om Duitse troepen in Oost-Servië af te snijden van hun hoofdmacht.

### Eerste fase

#### Lokale situatie

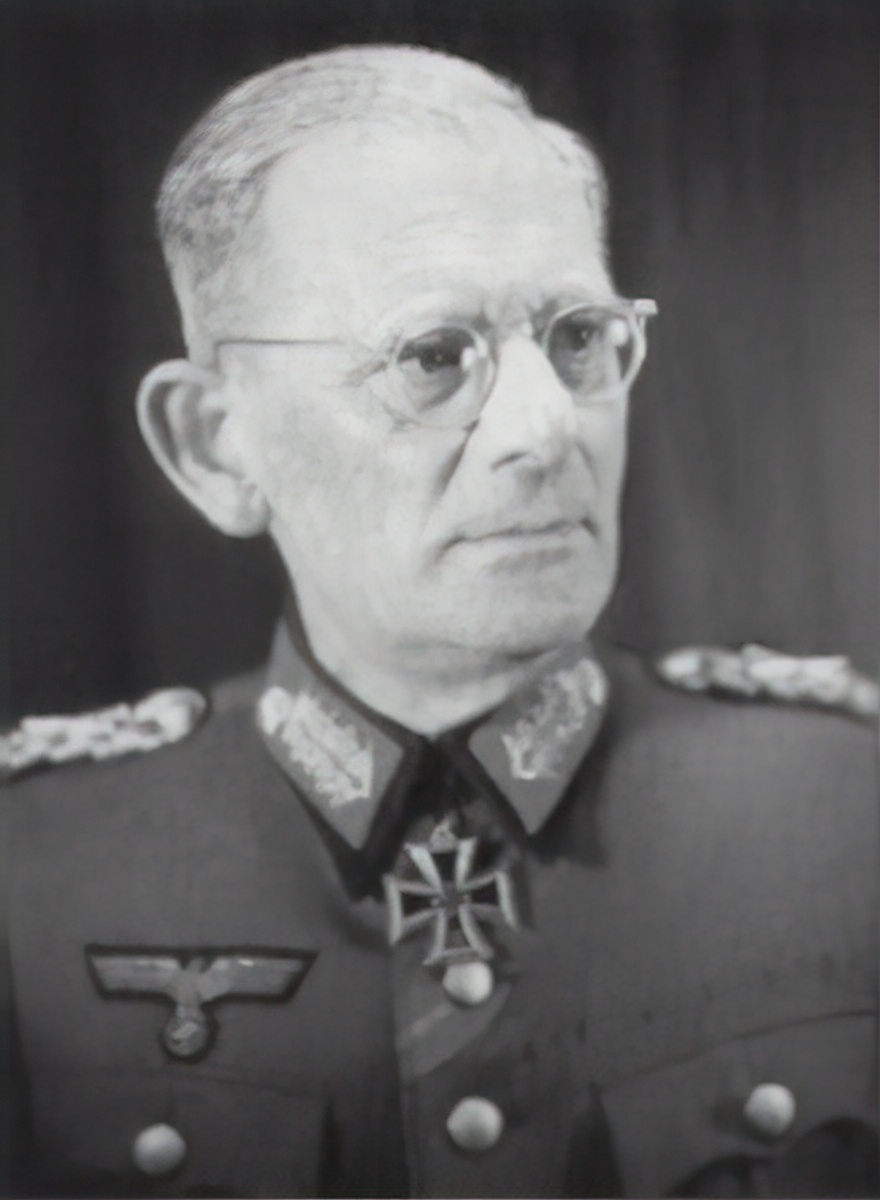
Generalfeldmarschall Maximilian von Weichs

Partizanen, bestaande uit de 23e en 25e Servische Divisies, keerden in juli en augustus 1944 terug naar centrale delen van Oost-Servië en vormden een vrij gebied met een geïmproviseerde landingsbaan in Sokobanja , waardoor zowel de luchttoevoer van wapens als munitie werd verzekerd en de evacuatie van de gewonden mogelijk werd. Na de staatsgreep in Roemenië was het belang van het noordelijke deel van Oost-Servië voor beide partijen toegenomen. In een race tegen elkaar waren de Partizanen beter gepositioneerd en sneller. De 23e Divisie, in een hevig gevecht met de ordepolitiebataljons en hulptroepen, nam Zaječar op 7 september in en op 12 september trok ze Negotin binnen, terwijl de 25e Divisie tegelijkertijd tevergeefs Donji Milanovac aanviel. Vrijwilligers voegden zich in grote aantallen bij de eenheden en deze werden steeds groter. Op 3 september werd een nieuwe, 45e Servische Divisie gevormd en op 6 september werd het 14e Legerkorps-hoofdkwartier opgericht als opperbevel voor het operatiegebied.
De Duitsers grepen in met de 1e Bergdivisie en die bereikte op 9 september Zaječar. In de daaropvolgende week lanceerden partizanen aanvallen om de Duitsers de toegang tot de Donau bij Negotin te ontzeggen. Op 16 september, toen de troepen van het Rode Leger niet zoals verwacht de oversteek vanuit Roemenië maakten, besloot het 14e Legerkorps zijn verdediging van de Donau-oever op te geven en zich te concentreren op het aanvallen van Duitse colonnes elders.
Op 12 september, in de buurt van Negotin, stak een NOVJ-delegatie onder leiding van kolonel Ljubodrag Đurić de Donau over naar de Roemeense kant en legde contact met de 74e Fuseliers Divisie van het Rode Leger. De delegatie werd naar Roemeens grondgebied begeleid door het 1ste Bataljon van de 9de Servische Brigade; het 1st Battalion zou tot 7 oktober vechten met het 109e Regiment of 74e Fuseliers Divisie.
In augustus 1944 beval de commandant van Heeresgruppe F, Feldmarschall Maximilian von Weichs, een concentratie van zijn mobiele troepen in Servië om de partizanen te bestrijden. Dit omvatte: de 4. SS-Polizei-Panzergrenadier-Division, de 1e Bergdivisie, de Grenadierb-Brigade (motorisiert) 92, het 4e Brandenburg Regiment en de Heeres-Sturmgeschütz-Brigade 191. Als tegenmaatregel tegen de gebeurtenissen in Roemenië en Bulgarije gaf hij de 11e Luftwaffen-Felddivisie, de 22e Infanteriedivisie, de 117e en 104e Jägerdivisies en het SS-Polizei-Gebirgsjäger-Regiment 18 opdracht naar Macedonië op te rukken.
De 1e Bergdivisie werd teruggetrokken uit operaties tegen partizanen in Montenegro, en werd naar het Niš-gebied getransporteerd. Op 6 september stond het onder het bevel van generaal Hans Felber, belast met het instellen van een beveiliging aan de Bulgaarse grens. Halverwege september won de divisie de controle over Zaječar en bereikte de Donau, in het gebied waar de belangrijkste aanval werd verwacht. De 7. SS-Freiwilligen-Gebirgs-Division Prinz Eugen werd op 21 september onder bevel gebracht van generaal Felber met de bedoeling een offensief tegen de partizanen in West-Servië te lanceren. Door de verslechterende situatie aan de oostgrens werd dit offensief echter afgelast. Tegen eind september werd de divisie overgebracht naar Zuidoost-Servië, om het zuidelijke deel van de Servische frontlinie tussen Zaječar en Vranje te bewaken. Hierdoor kon de 1e Bergdivisie zich concentreren op het noorden, in het gebied tussen Zaječar en de IJzeren Poort. De 1e Bergdivisie werd versterkt door Grenadier-Brigade (mot.) 92, het 2e Brandenburg Regiment en het SS-Polizei-Gebirgsjäger-Regiment 18. Beide divisies voegden mannen toe uit Duitse eenheden die waren teruggetrokken uit Roemenië en Bulgarije, evenals uit lokale formaties. Op 22 september voerde de 1e Bergdivisie een aanval uit op de linkeroever van de Donau om controle te krijgen over de IJzeren Poort, maar het plan mislukte toen het 75e Sovjet Fuseliers Korps, oprukkende in de tegenovergestelde richting, een aanval lanceerde op de divisie.

#### Aanval van het 57e leger
Na het Iași-Chișinău-offensief opende zich een groot open gebied voor het Rode Leger. Dit startte een race tussen de Sovjets en de Duitsers naar de "Blauwe Lijn", een beoogde frontlinie die van de zuidelijke hellingen van de Karpaten via de IJzeren Poort langs de Joegoslavisch-Bulgaarse grens loopt. Eind september slaagden zowel het 2e als het 3e Oekraïense Front erin om ongeveer 19 fuseliersdivisies met ondersteunende eenheden in het front te plaatsen (vergeleken met 91 fuseliersdivisies in het Iași-Chișinău Offensief). Uitgestrekt terrein met slechte en beschadigde wegen, onzekerheid over de lokale strijdkrachten en logistieke moeilijkheden spreiden de Duitse eenheden en vertraagden hun opmars. Aan de andere kant ondervond Heeresgruppe F veel grotere problemen bij het concentreren van hun troepen. Dit had tot gevolg dat het Rode Leger eind september een substantiële superioriteit in aantal bereikte aan de Blauwe Lijn. Gezien dit feit, en het vooruitzicht op samenwerking met NOVJ, werd het offensief gelanceerd.
De eerste die het IJzeren Poort gebied bereikten, waren verkenningselementen van het 75e Fuselierskorps. Op 12 september legden ze contact met de partizanen aan de andere kant van de Donau. In de daaropvolgende dagen slaagden de Duitsers er echter in om de partizanen van de oever te verdrijven en lanceerden ze een beperkte aanval op elementen van het Rode Leger over de Donau. Volgens plan zou het 75e Fuselierskorps worden opgenomen in het 57e Leger tijdens diens aanval ten zuiden van de Donau, maar de voltooiing van de verplaatsing van het 57e Leger naar het Vidin-gebied werd niet verwacht vóór 30 september. Gegeven de onzekere situatie aan de Joegoslavische kant van de IJzeren Poort en een Duitse aanval over de Donau, lanceerde het 75e Fuselierskorps zijn aanval eerder en stak al op 22 september de Donau over. Na aanvankelijke succes, ondernam de Duitse 1ste Bergdivisie al binnen enkele dagen een krachtige tegenaanval en duwde de Sovjets terug naar de oevers van de Donau. Daarom werd al op 27 en 28 september de aanval van het 57e Leger gelanceerd met troepen die 's nachts werden aangevoerd. Divisies van de 68e en 64e Fuselierskorpsen werden het gebied van Negotin tot Zaječar binnegebracht.
Deze aanval van drie korpsen zorgde ervoor dat het Rode Leger overwicht verwierf aan de frontlinie en oprukte ondanks de koppige Duitse verdediging. Op 30 september werd Negotin bevrijd en braken zware gevechten uit in Zaječar.
Heeresgruppe F probeerde zo snel mogelijk meer eenheden naar Belgrado te brengen. Opperbevelhebber Maximilian von Weichs gaf opdracht om de 104e Jägerdivisie onmiddellijk te vervoeren zodra het transport van de 117e Jägerdivisie was voltooid. Het transport vanuit het zuiden werd echter gehinderd door partizanenoperaties en aanvallen van de geallieerde luchtmacht. De 117e Jägerdivisie was op 19 september in Athene op vierenveertig treinen geladen, maar slechts zeventien van hen hadden Belgrado op 8 oktober bereikt. De 104e Jägerdivisie bleef geblokkeerd in Macedonië. Vanwege het gebrek aan troepen aan de frontlinie gaf Heeresgruppe F op 29 september opdracht tot een tegenaanval door de 1e Bergdivisie en de Grenadier-Brigade (mot.) 92 in een poging tijd te winnen. Sturm-Regiment Rhodos werd zonder zware wapens door de lucht naar Belgrado vervoerd, maar deze transportmethode was onvoldoende.
De aanval op de Duitse troepen door drie Sovjet korpsen, ondersteund door het 14e Servische Korps, strekte zich uit tussen Donji Milanovac en Zaječar, en vorderde gestaag, ondanks aanhoudende weerstand. De strijd mondde uit in een aantal schermutselingen om de versterkingen in steden en op kruispunten en op passen, en de Duitsers werden gedwongen zich geleidelijk terug te trekken. Het 14e Servische Korps verkreeg de controle over het gebied achter de frontlinie en de commandant van het 57e Leger stuurde zijn stafchef generaal-majoor Verkholovich naar het hoofdkwartier van het 14e Servische Korps om de acties te coördineren. Op 1 oktober veroverde de 223e Fuseliersdivisie van het 68e Fuseliers Korps na een hevige strijd een belangrijk kruispunt in het dorp Rgotina, 10 km ten noorden van Zaječar. Een ander belangrijk kruispunt in Štubik viel op 2 oktober na een bittere strijd. Op 3 oktober bevrijdden delen van de 223e Fuseliersdivisie en de 7e en 9e Servische Brigade van de 23e Divisie de stad Bor, belangrijk vanwege de grote kopermijn. In Bor bevrijdden de 7e en 9e Brigade zo'n 1.700 dwangarbeiders, voornamelijk Joden uit Hongarije.
Door de succesvolle aanvallen van het 57e Sovjetleger waren de Duitse troepen tegen 4 oktober verdeeld in drie gevechtsgroepen, die geen contact meer met elkaar hadden. Kampfgruppe Groth rond Zaječar was de meest zuidelijke, Kampfgruppe Fisher had posities in het midden en Kampfgruppe Stettner (genoemd naar de commandant van de 1e Bergdivisie) hield het bergachtige terrein verder naar het noorden. Omdat ze de kruispunten in hun gebied stevig onder controle hadden, besloot het Sovjetcommando een beslissende aanval op de Duitse Kampfgruppen uit te stellen en het bezit van de open wegen uit te buiten met mobiele troepen voor een diepere penetratie. Op 7 oktober marcheerde de 5e Garde Gemotoriseerde Fuseliers Brigade, versterkt met een gemotoriseerd artillerieregiment en een antitankregiment, van Negotin over Rgotina en Žagubica naar Svilajnac. In vierentwintig uur voerde de brigade een 120 km lange mars uit, waarbij ze op 8 oktober de vallei van de Grote Morava bereikten en de Duitse frontlinie ver achter zich lieten. De volgende dag, 9 oktober, brak de 93e Fuseliersdivisie via Petrovac na Mlavi de Grote Morava-vallei binnen. De divisiecommandant vormde een speciale taskforce onder leiding van kapitein Liskov om de enige brug van 30 ton over de rivier nabij het dorp Donje Livadice te veroveren. Dit lukte en was van groot belang was voor de rest van het offensief. Op 10 oktober veroverden de 93e Fuseliersdivisie en de 5e Garde Gemotoriseerde Fuseliers Brigade een bruggenhoofd op de westelijke oever van de Grote Morava.
Op 7 oktober slaagden eenheden van het 64e Fuselierskorps er samen met elementen van de 45e NOVJ Divisie uiteindelijk in om het standvastige verzet van Kampfgruppe Groth te breken en Zaječar in te nemen. Tegelijkertijd bereikten de transporten van het 4e Garde Gemechaniseerde Korps het gebied rond Vidin. Op 9 oktober trok het korps door Zaječar naar de brug over de Grote Morava. Na het oversteken van de brug, op 12 oktober, in het gebied van Natalinci, 12 km ten oosten van Topola, en ontmoette daar de 4e Brigade van de 21e Servische Divisie. Het 4e Garde Gemechaniseerde Korps, met zijn 160 tanks, 21 gemotoriseerde kanonnen, 31 pantserwagens en 366 kanonnen en mortieren, had een indrukwekkende vuurkracht. Het 1e Proletarische Korps samen met het 4e Garde Gemechaniseerde Korps in dit gebied, vormde de belangrijkste aanvalsmacht voor de directe aanval op Belgrado. Met deze concentratie van troepen in het gebied ten westen van de Grote Morava werd de eerste fase van het offensief met succes afgesloten.

### Tweede fase

#### Duitse tegenmaatregelen
Op 2 oktober werd de Duitse commandostructuur gereorganiseerd en nam generaal Friedrich-Wilhelm Müller, voormalig commandant van de Duitse troepen op Kreta, het commando op zich over de frontlinie ten zuiden van de Donau met Korps Müller. Zijn stafkwartier was gevestigd in Kraljevo. Generaal Wilhelm Schneckenburger behield het bevel over de troepen ten noorden van de Donau en kreeg de taak om Belgrado onmiddellijk te verdedigen. Beide korpsen waren ondergeschikt aan het bevel van generaal Felber’s Armee-Abteilung Serbien.
Omdat Belgrado een meer onstabiele gevechtszone werd, werd op 5 oktober het hoofdkwartier van Heeresgruppe F verplaatst van Belgrado naar Vukovar. Felber en Schneckenburger bleven in Belgrado.
Op 10 oktober erkende Heeresgruppe F dat het Rode Leger een gat in hun frontlinie had geslagen en de vallei van de Grote Morava was binnengedrongen. Deze Sovjettroepen dreigden door te gaan met een directe aanval op Belgrado, waarbij ze de 1e Bergdivisie, die nog steeds vastzat in Oost-Servië, afsneden en deze van achteren aanvielen. Het Duitse Commando verklaarde vastbesloten te zijn het gat te dichten met een tegenaanval, maar miste troepen voor een dergelijke onderneming. Met de onmogelijkheid van versterkingen vanuit het zuiden eindelijk erkend, werd het Duitse Commando gedwongen om meer troepen van het 2e Pantserleger te verkrijgen. Eerdere inzet van troepen aan de frontlinie in Servië had het 2e Pantserleger al het verlies gekost van een aantal belangrijke steden. Een nieuw verdedigingsplan, in werking gesteld op 10 oktober (Operatie Herbstgewitter (IV)), stelde het 2e Pantserleger in staat het grootste deel van de Adriatische kust te ontruimen en een nieuwe verdedigingslinie te vormen vanaf de monding van de Zrmanja naar het oosten, op basis van bergketens en versterkte steden. Deze verdedigingslinie zou worden gehouden met drie Kroatische legionair-divisies (de 369e, de 373e en de 392e Infanteriedivisies), en het moest de Duitsers in staat stellen twee divisies weg te trekken (de 118e Jägerdivisie en de 264e Infanteriedivisie) voor gebruik in kritieke gebieden. Echter, als gevolg van het falen van de 369e Infanteriedivisie, werden slechts twee bataljonssterke gevechtsgroepen van de 118e Jägerdivisie naar Belgrado gestuurd, terwijl de 264e Infanteriedivisie vast kwam te zitten in het offensief van het 8e Joegoslavische Korps en uiteindelijk werd vernietigd in de Slag om Knin.

#### Activiteiten op de flanken
De operaties begonnen op de uiterste zuidflank van het front met een offensief van het 2e Bulgaarse Leger in het Leskovac-Niš gebied, dat vrijwel onmiddellijk met de beruchte 7. SS-Freiwilligen-Gebirgs-Divisie Prinz Eugen in gevechtscontact kwam. Twee dagen later, nadat het de Joegoslavische partizanen had ontmoet, versloeg het 2e Bulgaarse Leger met partizanenparticipatie een gecombineerde strijdmacht van Četniks en Servische grenswachters en bezette Vlasotince. Gebruikmakend van zijn pantserbrigade als speerpunt, nam het Bulgaarse leger vervolgens op 8 oktober Duitse posities in bij Bela Palanka en bereikte Vlasotince twee dagen later. Op 12 oktober kon de pantserbrigade, gesteund door de 15e Brigade van de 47e Servische Divisie, Leskovac innemen, waarbij het Bulgaarse verkenningsbataljon de Morava overstak en richting Niš ging. Het doel hiervan was niet zozeer om de overblijfselen van de "Prinz Eugen"-divisie die zich naar het noordwesten terugtrok te achtervolgen, maar om het Bulgaarse 2e Leger te laten beginnen met de bevrijding van Kosovo, wat uiteindelijk de route naar het noorden zou hebben afgesneden voor de terugtrekking van de Duitse Heeresgruppe E uit Griekenland. Op 17 oktober bereikten de leidende eenheden van het Bulgaarse leger Kuršumlija en trokken verder naar Kuršumlijska Banja. Op 5 november, na met zware verliezen de Prepolac-pas te hebben genomen, bezette de brigade Podujevë, maar kon Pristina pas op de 21e bereiken.
Aan de noordkant van het offensief rukte het ondersteunende 46e Sovjet Leger op in een poging om de Duitse verdedigingspositie van Belgrado vanuit het noorden te overvleugelen door de rivier- en spooraanvoerlijnen langs de Tisza af te snijden. Gesteund door het 5e Luchtleger kon het 10e Garde Fuseliers Korps snel overgangen uitvoeren over de Timiș en Tizsa ten noorden van Pančevo en daardoor de spoorlijn Belgrado-Novi Sad bedreigen. Verder naar het noorden rukte het 31st Garde Fuseliers Korps op richting Petrovgrad, en het 37e Fuseliers Korps rukte op naar, en stak de Tisza over, om het spoor tussen Novi Sad en Subotica te bedreigen en om zich voor te bereiden op de geplande strategische offensieve operatie tegen Boedapest.

## Aanval op Belgrado

### Nadering van Belgrado

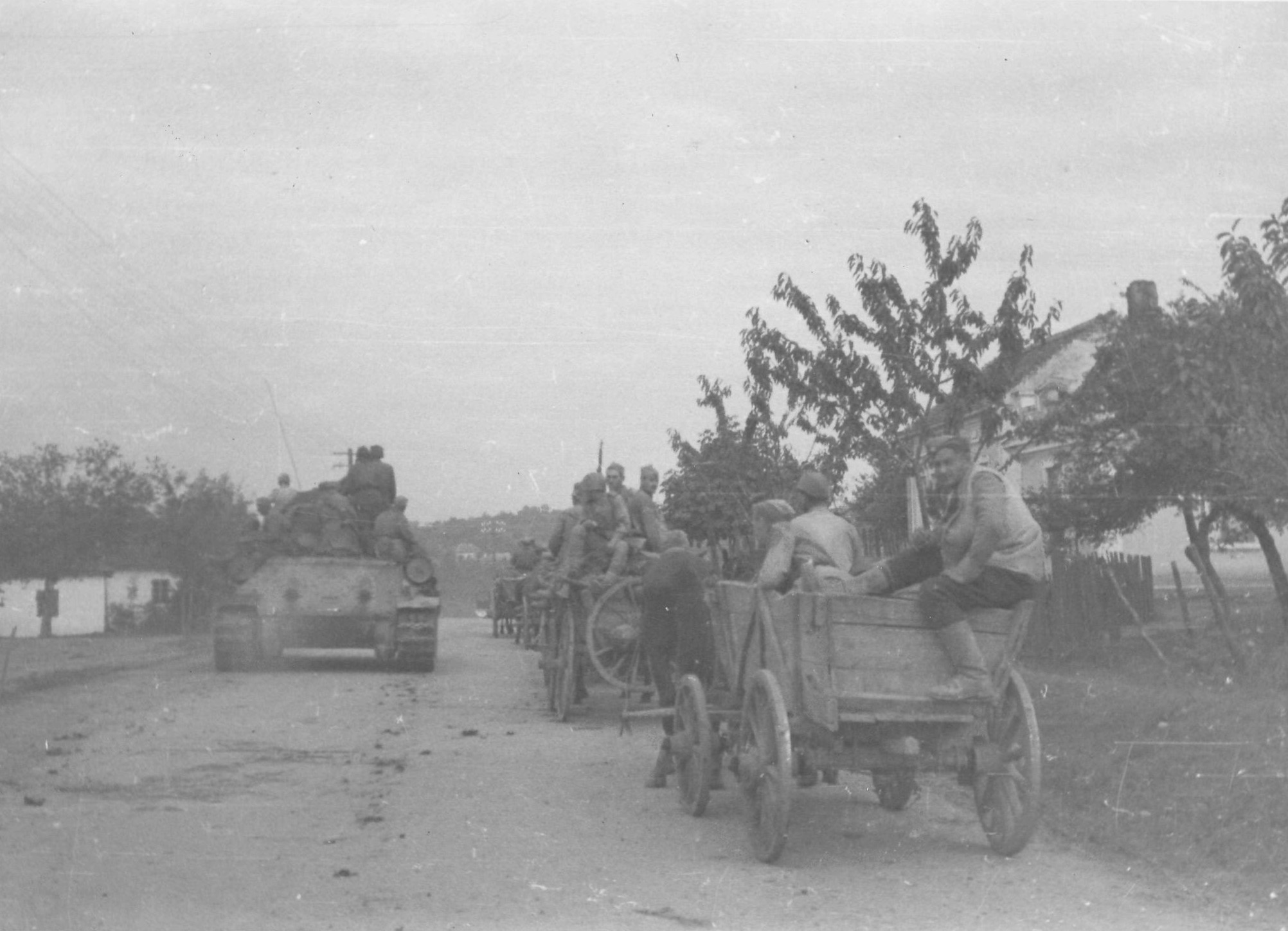
T-34 en partizanen eenheden op de Avalski Drum op weg naar Belgrado

Op 12 oktober hadden de Duitsers van het hele gebied tussen Kragujevac en de Sava, met uitzondering van Belgrado, alleen bolwerken in Šabac, Obrenovac, Topola en Mladenovac, terwijl de daartussen gelegen gebieden onder de controle van NOVJ stonden. Na de bevrijding van Valjevo duwden divisies van het 12e Korps en de 6e Lika Proletarische Divisie "Nikola Tesla" samen met verspreide Četniks, de Duitse Kampfgruppe Von Jungenfeld ten zuiden van Šabac terug en trokken het gebied tussen Belgrado en Obrenovac binnen. Četnik-elementen die zich in Belgrado hadden teruggetrokken, werden op 3-5 oktober door de Duitsers naar Kraljevo vervoerd. De 1e Proletarische en 5e Krajina Divisie hielden Topola en Mladenovac onder druk en werden versterkt door de 21e Servische Divisie, die vanuit het zuiden kwam.
Op die dag was het hele 4e Garde Gemechaniseerde Korps geconcentreerd ten westen van Topola. De Duitsers vormden twee gevechtsgroepen om zich te verdedigen tegen een aanval die bedoeld was om hen terug over de Grote Morava te dwingen. De aanval van de zuidelijke gevechtsgroep vanuit Kragujevac werd gemakkelijk geblokkeerd en de noordelijke gevechtsgroep werd door dit Korps aangepakt tijdens zijn opmars naar Belgrado. De belangrijkste aanvalsrichting, langs een lijn tussen Topola en Belgrado, werd toevertrouwd aan de 36e Tankbrigade, de 13e en 14e Garde Gemechaniseerde Brigade, en aan de 1e, 5e en 21e NOVJ Divisies. De taak om de frontlijn in een additionele richting te penetreren, op de rechterflank, richting de Donau en Smederevo, werd gegeven aan de 15e Garde Gemechaniseerde Brigade, versterkt door de 5e Onafhankelijke Gemechaniseerde Brigade, twee artillerieregimenten en de 1e Brigade van de 5e Krajina Divisie.
De uiteindelijke aanval richting Belgrado begon op 12 oktober. Een hulpaanval op de rechterflank door de 15e Garde Gemechaniseerde Brigade en de 1e Brigade van de 5e Divisie zorgden ervoor dat NOVJ laat in de avond van 13 oktober de Donau bij Boleč kon bereiken, na een aanval door de stellingen van de Brandenburgers. Met dit succes werden de Duitse troepen opgesplitst in twee afzonderlijke groepen: het garnizoen van Belgrado in het westen en de gevechtsgroep die zich terugtrok uit Oost-Servië, dat zich toen in het gebied van Smederevo bevond. De laatste, bestaande uit de 1e Bergdivisie, het 2e Brandenburg Regiment en elementen van andere eenheden, onder leiding van generaal Walter Stettner, werd afgesneden van alle andere Duitse eenheden en dreigde vernietigd te worden. Pogingen van deze groep om door te breken en verbinding te leggen met het garnizoen van Belgrado resulteerden in hevige gevechten. In de daaropvolgende dagen werden de 21e en 23e Servische Divisies ingezet om de posities te versterken en te voorkomen dat de Duitsers herenigd zouden worden.
De 36e Tankbrigade leidde een aanval in de hoofdrichting. Met het 4e Bataljon van de 4e Servische Brigade aan boord van tanks, vertrok het 36e richting Topola. Delen van de 5e Krajinadivisie (10e Krajinabrigade) vielen het Topola-garnizoen aan vanuit het westen toen tanks van de 36e Tankbrigade plotseling uit het oosten verschenen. Na een kort maar hevig artilleriebombardement werd het Duitse garnizoen onder de voet gelopen in een gezamenlijke aanval. De 36e Tankbrigade ging onverwijld verder naar het noorden en trof op 9 kilometer ten noorden van Topola een Duits Sturmgeschütz-bataljon, dat in tegengestelde richting oprukte. Na een korte maar hevige confrontatie, met aan beide zijden ernstige verliezen, overmeesterde de 36e Tankbrigade de Duitsers en trok verder naar het noorden. Voordat 12 oktober voorbij was, en met hulp van de 3e en 4e Krajina Brigade, overmeesterde de 36e Tankbrigade het garnizoen van Mladenovac. Met Mladenovac vrijgemaakt, lag de weg naar Belgrado wijd open.

### In de straten van Belgrado

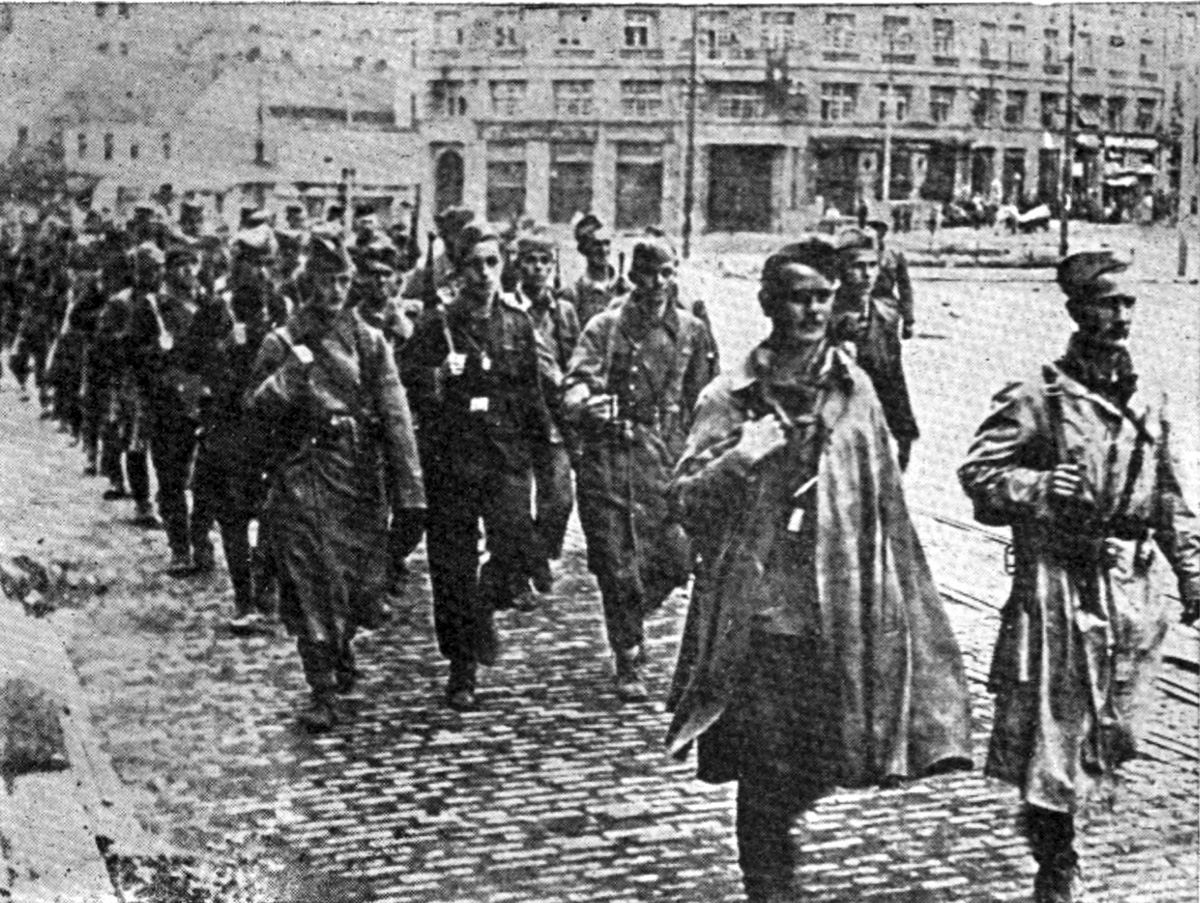
Partizanen in Belgrado

Het 4e Garde Gemechaniseerde Korps brak op 14 oktober door het Duitse verzet ten zuiden van Belgrado en naderde de stad. De Joegoslaven rukten op langs de wegen in de richting van Belgrado ten zuiden van de rivier de Sava, terwijl het Rode Leger in de buitenwijken aan de noordelijke oever vocht. De aanval op de stad werd wel vertraagd doordat eenheden in actie moesten komen voor de eliminatie van de Duitse troepen die tussen Belgrado en Smederevo in het zuidoosten waren omsingeld. Op 20 oktober werd Belgrado volledig ingenomen door gezamenlijke Sovjet- en Joegoslavische troepen.
Het Joegoslavische 13e Korps, in samenwerking met het Bulgaarse 2e Leger, trok op vanuit het zuidoosten. Zij waren verantwoordelijk voor het gebied van Niš en Leskovac. Ze waren ook verantwoordelijk voor het afsnijden van de belangrijkste evacuatieroute van Heeresgruppe E langs de rivieren South Morava en Morava. Heeresgruppe E werd gedwongen zich terug te trekken door de bergen van Montenegro en Bosnië en kon de Duitse eenheden in Hongarije niet versterken.
Het 10e Garde Fuselierskorps van het 46e Leger, samen met eenheden van de Joegoslavische partizanen die via de Donau trokken, zorgden voor meer aanvalskracht vanuit het noordoosten tegen de positie van de Wehrmacht in Belgrado. Ze ruimden de linkeroever van de Tisza en Donau (in Joegoslavië) op en namen de stad Pančevo in.

## Geallieerde troepen
Deelnemers aan de aanval op de hoofdstad van Joegoslavië waren: 

### Sovjet-Unie

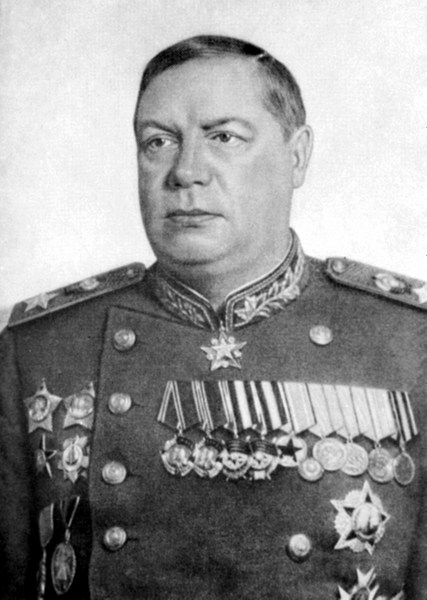
Generaal Fjodor Tolboechin leidde de Sovjettroepen

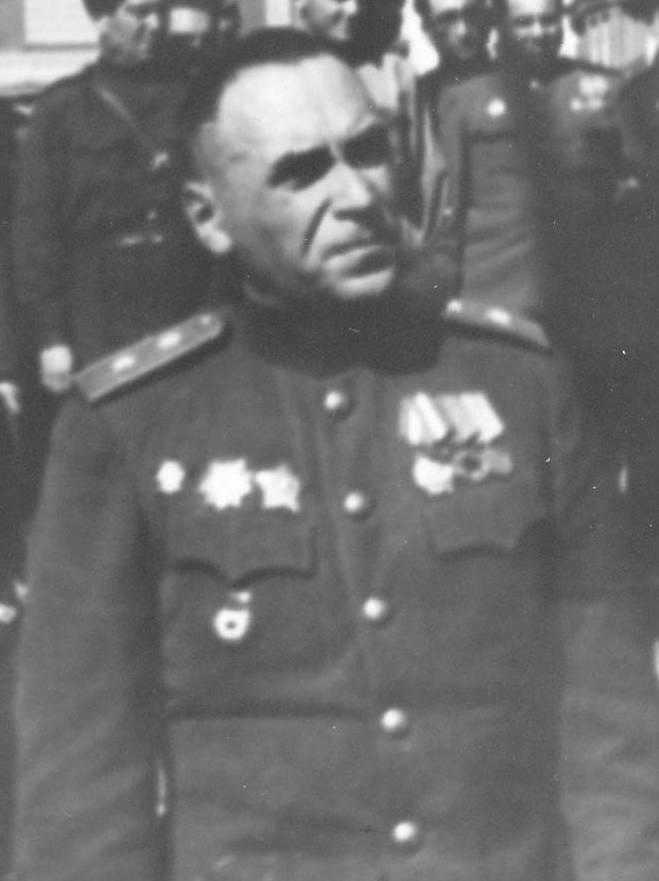
generaal-luitenant Vladimir Zjdanov, bevelhebber van het 4e Garde Gemechaniseerde Korps

- 3e Oekraïense Front (maarschalk van de Sovjet-Unie Fjodor Tolboechin )
  - 4e Garde Gemechaniseerde Korps (generaal-luitenant Vladimir Zjdanov )
  - 57e Leger (kolonel-generaal Nikolaj A. Gagen )
    - 75e Fuselierskorps (generaal-majoor Akimenko A. Zacharovitsj)
      - 223e Fuseliersdivisie (kolonel Sagitov A. Gajnoetdinovitsj)
      - 236e Fuseliersdivisie (kolonel Koelizjskiy P. Ivanovitsj)

    - 68e Fuselierskorps (generaal-majoor Shkodunovich N. Nikolajevitsj)
      - 73e Garde Fuseliersdivisie (generaal-majoor Kozak S. Antonovitsj)

  - Donau Militair Flottielje
  - 17e Luchtleger (generaal-luitenant Vladimir A. Soedets)

### Joegoslavië
- 1e Proletarische Korps (generaal-luitenant-kolonel Peko Dapčević )
  - 1e Proletarische Divisie (kolonel Vaso Jovanović)
  - 6e Lika Proletarische Divisie "Nikola Tesla" (kolonel Đoko Jovanić)
  - 5e Krajina-divisie (kolonel Milutin Morača)
  - 21e Servische Divisie (kolonel Miloje Milojević)
- 12e Korps (generaal-luitenant Danilo Lekić)
  - 11e Krajina-divisie (kolonel Miloš Šiljegović)
  - 16e Vojvodina-divisie (luitenant-kolonel Marko Peričin-Kamenjar)
  - 28e Slavonische Divisie (kolonel Radojica Nenezić)
  - 36e Vojvodinadivisie (luitenant-kolonel Radoslav Jović)

### Bulgarije
- 1e Leger (kolonel, vanaf 3 oktober 1944 generaal-majoor, vanaf 18 oktober 1944 luitenant-generaal Vladimir Stojtsjov)
- 2e Leger (generaal-majoor, vanaf 18 oktober 1944 luitenant-generaal Kiril Stantsjov)
- 4e Leger (generaal-majoor Bojan Oeroemov, vanaf 1 november 1944 generaal-majoor Asen Sirakov)

## Nasleep

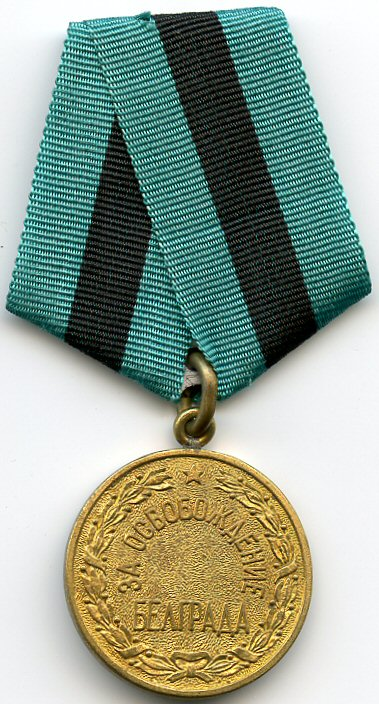
De Medaille voor de bevrijding van Belgrado werd toegekend aan circa 70.000 Sovjet- en geallieerde militairen die aan de slag om Belgrado hadden deelgenomen.

Na voltooiing van de operatie in Belgrado door het 57e Leger met de Joegoslavische 51e Vojvodinadivisie in november, werd een bruggenhoofd ingenomen in Baranja, op de linkeroever van de Donau, wat een acute crisis veroorzaakte voor de Duitse verdediging. Het bruggenhoofd diende als basis voor de massale concentratie van troepen van het 3e Oekraïense Front voor het Boedapest-offensief. Het 68e Fuseliers Korps nam tot half december deel aan de veldslagen in het Kraljevo-bruggenhoofd en het Syrmische front en werd vervolgens overgebracht naar Baranja. De Sovjet luchtmachtgroep "Vitruk" leverde vanaf 16 november tot eind december 1944 luchtsteun aan het Joegoslavische front.
Het Joegoslavische 1e Legerkorps bleef de Duitse troepen door Srem naar het westen duwen over een afstand van ongeveer 100 km, waarna de Duitsers medio december het front wisten te stabiliseren.
Nadat Belgrado en de Grote Morava-vallei verloren waren gegaan, werd Duitse Heeresgruppe E gedwongen om te vechten voor een doortocht door de bergen van Sandžak en Bosnië, en de eerste eenheden bereikten de Drau pas midden februari 1945.